# Ashique Kuruniyan
Ashique Kuruniyan (Malappuram, India, 14 de junio de 1997) es un futbolista de la India que juega en las posiciones de extremo y lateral izquierdo. Desde 2022 juega con el Mohun Bagan SG de la Superliga de India.

## Carrera

### Club
| Periodo   | Club                    | Apariciones | Goles |
| --------- | ----------------------- | ----------- | ----- |
| 2017–2019 | FC Pune City            | 26          | 3     |
| 2016–2017 | → Villarreal C (cedido) | 0           | 0     |
| 2019–2022 | Bengaluru FC            | 39          | 2     |
| 2022–     | Mohun Bagan SG          | 18          | 0     |

### Selección nacional

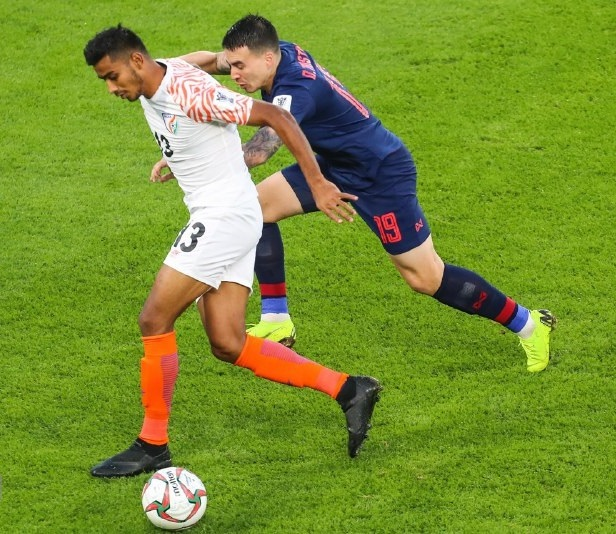
Kuruniyan ante en la Copa Asiática 2019.

Kuruniyan representó a India en las categorías sub-18 y sub-19. Debutó con India en la Intercontinental Cup de 2018. Su primer partido fue ante China Taipéi reemplazando a Halicharan Narzary el 1 de junio de 2018 en la victoria por 5–0. También jugó en la victoria por 2–0 ante Kenia. Kuruniyan viajó a Bangladés para jugar en el Campeonato de la SAFF 2018. Anotó en el partido inaugural del torneo ante Sri Lanka el 5 de septiembre de 2018 en la victoria por 2–0. También jugó en la final en la que India venció 2–1 a Maldivas el 15 de septiembre. Kuruniyan también estuvo en la Copa Asiática 2019, donde jugó en los tres partidos de la fase de grupos incluyendo la victoria por 4-1 ante Tailandia, la primera victoria de India en la historia del torneo en 55 años, También participó en la 2022 FIFA World Cup qualifiers, donde jugó en la derrota por 1-2 ante Omán.

## Logros

### Club
- Durand Cup: 2023
- Superliga de India: 2022-23

### Selección nacional
- SAFF Championship: 2023
- Copa Intercontinental: 2018, 2023